# Acanthocercus yemensis
Acanthocercus yemensis är en ödleart som beskrevs av  Wolfgang Klausewitz 1954. Acanthocercus yemensis ingår i släktet Acanthocercus och familjen agamer. IUCN kategoriserar arten globalt som livskraftig. Inga underarter finns listade i Catalogue of Life.
Denna art förekommer i Saudiarabien och norra Jemen. Den lever i bergstrakter och på högplatå mellan 2 000 och 3 000 meter över havet. Djuret vistas i klippiga områden och det besöker människans samhällen.